# 裴相喜
裴相喜（韩语： Bae Sanghee，1992年2月1日—），韩国女子射击运动员，2018年世界射击锦标赛女子300米步枪卧射团体银牌得主、2022年亚洲运动会女子50米步枪三姿团体铜牌得主。